# Brett Dalton
Brett Patrick Dalton (San Jose, 7 gennaio 1983) è un attore statunitense.

## Biografia

### Primi anni
Nato a San Jose, California, in una famiglia di pittori da due generazioni, Dalton ha una sorella minore, Sophie. Appassionatosi di recitazione dopo aver svolto un'audizione per uno spettacolo ispirato a Qualcuno volò sul nido del cuculo, durante gli anni del liceo, al Westmont High School di Campbell, è stato presidente del corpo studentesco e della federazione studentesca della California, oltre ad aver interpretato il ruolo di protagonista nel musical My Favorite Year e partecipato alla messa in scena di numerose altre opere.
In seguito al diploma ha frequentato l'Università della California - Berkeley e, nel 2011, ha conseguito un Master in Belle Arti all'Università di Yale; dove ha fatto amicizia con Lupita Nyong'o, sua compagna di corso.

### Carriera
Durante gli anni universitari intraprende la carriera teatrale e tra gli spettacoli cui ha preso parte figurano: La passione di Cristo, Romeo e Giulietta ed Happy Now? nel repertorio di Yale; Sweet Bird of Youth e Demon Dreams al Williamstown Theatre Festival; Macbeth e You Can't Take It With You con la Chautauqua Theater Company.
Dopo una lunga gavetta, che lo ha visto partecipare come guest star a serie televisive come Blue Bloods e Army Wives - Conflitti del cuore nonché ad un paio di film TV tra FOX e National Geographic Channel, nel novembre 2012 Dalton viene scritturato per interpretare il ruolo dell'agente Grant Ward, uno dei personaggi principali di Agents of S.H.I.E.L.D.. Due anni dopo, questa interpretazione gli vale la vittoria ai Teen Choice Awards nella categoria "Choice TV: Male Breakout Star".
Il 16 maggio 2014 Dalton entra nel cast del film di Evan Oppenheimer The Tourist, al fianco di Stana Katic e Emily Atack.

## Vita privata
Dalton ha vissuto nella West Coast assieme all'allora moglie Melissa Trn e alla figlia Sylvia Dalton, nata nel 2012. Lui ha chiesto il divorzio nel 2019.

## Filmografia parziale

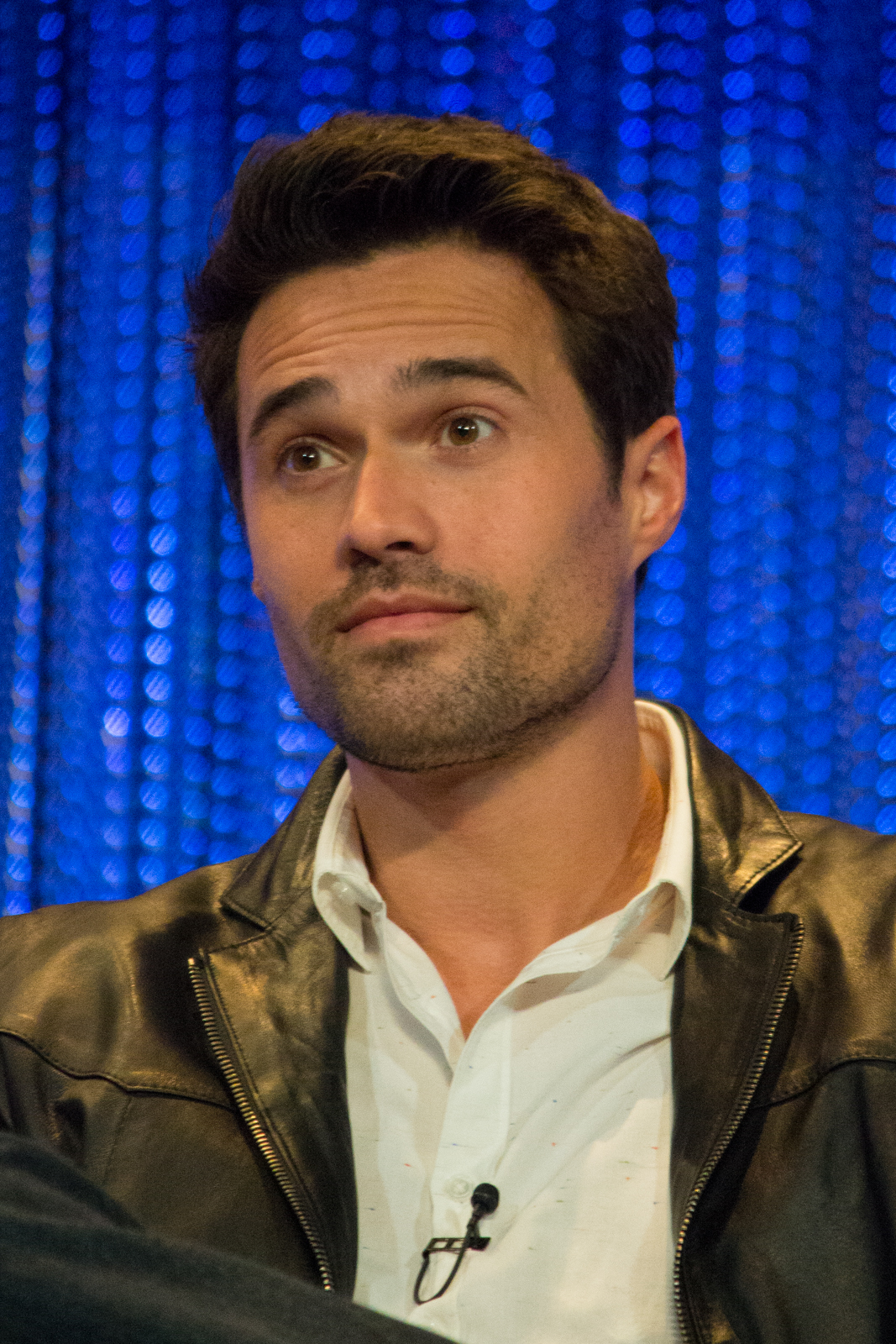
Brett Dalton alla PaleyFest (2014)

### Attore

#### Cinema
- 1:00am Games, regia di Rachel Easton e Scott Nielsen - cortometraggio (2010)
- Beside Still Waters, regia di Chris Lowell (2013)
- The Resurrection of Gavin Stone, regia di Dallas Jenkins (2016)
- Lost in Florence - Un'estate a Firenze, regia di Evan Oppenheimer (2017)
- Cucinare con amore (Cooking with Love), regia di Jem Garrard (2018)

#### Televisione
- Nurses, regia di P.J. Hogan - film TV (2007)
- Blue Bloods - serie TV, episodio 2x21 (2012)
- Army Wives - Conflitti del cuore - serie TV, episodio 6x14 (2012)
- Killing Lincoln, regia di Adrian Moat - film TV (2013)
- Agents of S.H.I.E.L.D. - serie TV, 50 episodi (2013-2017)
- Elementary - serie TV, episodio 6x01 (2018)
- Quel piccolo grande miracolo di Natale (Once Upon a Christmas Miracle), regia di Gary Yates – film TV (2018)
- L'intervista perfetta (Just My Type), regia di Paul Ziller – film TV (2020)
- Chicago Fire - serie TV, 9 episodi (2021-2022)
- The Equalizer - serie TV, 4 episodi (2022)
- Found – serie TV (2023-2025)

### Doppiatore
- Until Dawn – videogioco (2014)
- Jake e i pirati dell'Isola che non c'è (Jake and the Never Land Pirates) - serie TV, episodio 3x30 (2015)
- Robot Chicken – serie TV, episodio 8x04 (2015)
- God of War Ragnarök – videogioco (2022)

## Doppiatori italiani
Nelle versioni in italiano delle opere in cui ha recitato, Al Sapienza è stato doppiato da:
- Gianluca Musiu in Blue Bloods
- Paolo De Santis in Agents of S.H.I.E.L.D.
- Davide Perino in Elementary
- Marco Vivio in Found
- Francesco De Francesco in Deception
- Gianluca Crisafi in Chicago Fire

## Riconoscimenti
- 2014 – Teen Choice Awards
  - Vincitore Attore TV preferito (Agents of S.H.I.E.L.D.)